# Nieuwe Kerk (Emden)
De Nieuwe Kerk is een kerk van de Evangelisch-gereformeerde Kerk in de plaats Emden in de Duitse regio Oost-Friesland. De kerk werd in de jaren 1643-1648 in een gematigde barokstijl gebouwd. Tijdens de Tweede Wereldoorlog werd de kerk tot op de buitenmuren verwoest en vervolgens in de jaren 1950 weer opgebouwd.

## Geschiedenis
Rond het midden van de 17e eeuw had de stad Emden ongeveer 20.000 inwoners. Hieronder bevonden zich tussen de 5.000 en 6.000 Nederlandse vluchtelingen. Het aantal kerken in de stad was onvoldoende om de gelovigen te kunnen bedienen en daarom besloten de magistraat en de kerkenraad van de stad in 1642 tot de bouw van een derde kerk. De planning was om deze kerk te bouwen in Faldern, dat sinds 1570 een stadsdeel was van Emden en waar verder geen kerk stond.
Het ontwerp en de bouwleiding werd aan de bouwmeester Martin Faber toevertrouwd. Om kennis op te doen had deze bouwmeester zich al voor een langere periode in Italië, Frankrijk en Nederland opgehouden. Terwijl de Dertigjarige Oorlog in Oost-Friesland in alle hevigheid woedde werd de kerk gebouwd. De bouw was uitsluitend mogelijk door de vrijgevigheid van de gelovigen. Vooraleerst kreeg de kerk geen banken of stoelen, de gelovigen moesten tijdens de dienst staan. Pas in 1818 werden een orgel en kerkbanken toegevoegd.
Op 6 september 1944 werd tijdens het zwaarste bombardement op Emden meer als 80% van het stadsgebied verwoest. Ook de Nieuwe Kerk werd getroffen en brandde tot de muren af. Herbouw volgde in 1949-1950, maar het interieur werd in sterk gewijzigde vorm hersteld. Zo werd een vergaderruimte voor de kerkenraad ingebouwd en in plaats van het oorspronkelijk tongewelf werd een vlak plafond aangebracht.
In 1998, het 350e jubileumjaar van de Nieuwe Kerk, werd de Bauverein Neue Kirche Emden opgericht. Deze vereniging stelt zich het behoud en het herstel van de kerk in de oorspronkelijke vorm ten doel. In 2011 en 2012 vond er een uitgebreide renovatie plaats, de laatste werkzaamheden zullen in 2013 worden afgerond. De kosten om de kerk terug te brengen naar de historische werden echter op meer dan 3,2 miljoen euro geschat. Er werd daarom afgezien van het oorspronkelijke plan en gekozen voor een haalbare variant. De kerk blijft een godshuis, maar zal in de toekomst de deuren ook voor culturele evenementen openen.

## Beschrijving

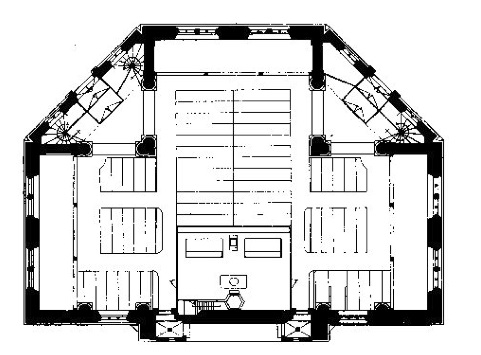
De plattegrond van de preekkerk

De barokke kerk werd van rode baksteen met omlijstingen van natuursteen gebouwd. Het interieur van de kerk voldoet aan de eisen van een vroeg-protestantse, calvinistische preekkerk. De architect nam de in 1621-1623 gebouwde Amsterdamse Noorderkerk als voorbeeld. De Noorderkerk werd echter in de vorm van een grieks kruis gebouwd. De Nieuwe Kerk daarentegen kreeg geen vierde arm, maar aan de zijde van de Brückstraße een risaliet. Zo kon het gebouw met de volle lengte parallel aan de straat worden gebouwd. De drie armen zijn identiek aan elkaar en hebben allen twee grote rondboogvensters. In de gevels, die met een tympanon worden afgesloten, bevindt zich steeds een radvenster.
De hoeken van de T-vorm werden met lagere aanbouwsels opgevuld. Hier bevinden zich de ingangsportalen en de trappen naar de galerijen. Op het centrale snijpunt van het kruis bevindt zich een zeshoekige dakruiter met lantaarn met een bekroning naar het voorbeeld van de keizerskroon van keizer Rudolf II. Daarmee onderstreepte Emden zijn autonomie en de (overigens nooit verkregen) rijksvrijheid. De weerhaan boven de kroon is een typisch hervormd symbool.
Van Nederlandse invloeden op de toenmalige gemeente getuigen de Nederlandse namen op de grafstenen van het kerkhof en de verschillende teksten op het gebouw: boven het noordoostelijk portaal werd rond het zegel van de gemeente de tekst "Christus is de enige sthen darup syne gemente rust" aangebracht. Aan de Brückstraße valt rechts naast het portaal de tekst "Godt Allene tho Ehren doer liberale contributie deser Stadt Borgeren, is dese Kercke in kummerlyke tyd des Vaderlands Gestichtet. De fundamenten daer van gelecht synde int jaar Christi unses salichmackers MDCLIII de V. Julii is werck voltrocken" te lezen. En boven de deur van de consistorie staat "Hij is onze vrede" vermeld.

## Inrichting
Het grootste deel van de oorspronkelijke inrichting van de Nieuwe Kerk is in de oorlog verloren gegaan. De huidige inrichting is relatief nieuw, behalve het doopvont, de kroonluchter en twee grafplaten.

### Het doopvont
Het doopvont van Bentheimer zandsteen is afkomstig uit de kerk van Jennelt. Het doopvont werd waarschijnlijk in de tweede helft van de 13e eeuw gemaakt en is versierd met eenvoudige ranken met bladeren. Het doopvont wordt gedragen door leeuwen, waarvan de koppen echter werden afgeslagen.

### De kroonluchter
De middelste kroonluchter werd bij de voltooiing van de kerk in 1648 door het kuipersgilde geschonken.

### Grafmonumenten
Aan de noordzijde van het interieur bevinden zich de goed bewaarde grafplaten van Martin Faber en van de uit Emden afkomstige koopman en raadsheer Cornelius Budde.

### Orgel
Het eerste orgel werd in 1818 door Johannes Wilhelmus Timpe uit Groningen op de noordelijke galerij gebouwd. Het vervoegde over 30 registers verdeeld over twee manualen en pedaal. Door een bombardement in 1942 werd het orgel zwaar beschadigd. De toestand verslechterde doordat stof en weersinvloeden als gevolg van de kapotte ramen vat kregen op het instrument. In 1944 werd het orgel ten slotte samen met de kerk volledig vernietigd. Op 24 augustus 1958 werd door de orgelbouwer Karl Schuke uit Berlijn het huidige instrument opgeleverd.